# Lignières-sur-Aire
Lignières-sur-Aire é uma comuna francesa na região administrativa de Grande Leste, no departamento de Meuse. Estende-se por uma área de 9,3 km². Em 2010 a comuna tinha 56 habitantes (densidade: 6 hab./km²).